# Dany Szamun
Dany Kamil Szamun (arab. داني شمعون; ur. 26 sierpnia 1934 w Dajr al-Kamar, zm. 21 października 1990 w Bejrucie) – prawicowy libański polityk, maronita, młodszy syn byłego prezydenta Kamila Szamuna.
Był dowódcą Tygrysów, zbrojnego skrzydła Narodowej Partii Liberalnej, wchodzącej w skład Frontu Libańskiego. W wyniku konfliktu z Baszirem Dżemajelem i eliminacji kierownictwa tej milicji w 1980 roku, musiał uciekać z terenów opanowanych przez Siły Libańskie. Pełnił funkcję sekretarza generalnego Narodowej Partii Liberalnej w latach 1983–1985 i ostatecznie zajął miejsce ojca jako jej lider. W 1988 roku bezskutecznie ubiegał się o stanowisko prezydenta Libanu. Szamun wyraził zdecydowane poparcie dla antysyryjskich działań gen. Michela Aouna. Jednocześnie zdecydowanie sprzeciwiał się porozumieniu z Taif i odmówił uznania nowego prezydenta Eliasa Hrawiego.
W dniu 21 października 1990 r. został zamordowany wraz z żoną i dziećmi przez nieznanych sprawców w bejruckim mieszkaniu. O zbrodnię oskarżono Samira Dżadżę, którego skazano za to morderstwo na karę dożywotniego pozbawienia wolności. Jednak wobec późniejszego ułaskawienia Dżadży sprawa śmierci Szamuna pozostaje wciąż niewyjaśniona.